# Finał Pucharu Polski w piłce nożnej 1991
Finał Pucharu Polski w piłce nożnej 1991 – mecz piłkarski kończący rozgrywki Pucharu Polski 1990/1991 oraz mający na celu wyłonienie triumfatora tych rozgrywek, który został rozegrany 23 czerwca 1991 roku na Stadionie Miejskim w Piotrkowie Trybunalskim, pomiędzy GKS-em Katowice a Legią Warszawa. Trofeum po raz 2. wywalczył GKS Katowice, która uzyskała tym samym prawo gry w Pucharze Zdobywców Pucharów 1991/1992.

## Droga do finału
| GKS Katowice | GKS Katowice      | GKS Katowice | Runda       | Legia Warszawa | Legia Warszawa     | Legia Warszawa |
| Data         | Przeciwnik        | Wynik        | Runda       | Data           | Przeciwnik         | Wynik          |
| ------------ | ----------------- | ------------ | ----------- | -------------- | ------------------ | -------------- |
| 29.08.1990   | Szombierki Bytom  | 2:1          | 1/16 finału | 29.08.1990     | Ślęza Wrocław      | 2:1            |
| 21.11.1990   | Korona Kielce     | 2:0          | 1/8 finału  | 21.11.1990     | Zagłębie Wałbrzych | 3:0            |
| 03.04.1991   | Górnik Zabrze     | 0:1          | Ćwierćfinał | 03.04.1991     | ŁKS Łódź           | 2:0            |
| 08.05.1991   | Górnik Zabrze     | 2:0          | Ćwierćfinał | 08.05.1991     | ŁKS Łódź           | 0:2 (k. 5:6)   |
| 15.05.1991   | Zawisza Bydgoszcz | 3:1          | Półfinał    | 15.05.1991     | Olimpia Poznań     | 3:0            |
| 05.06.1991   | Zawisza Bydgoszcz | 0:1          | Półfinał    | 05.06.1991     | Olimpia Poznań     | 1:0            |

## Tło
W sezonie 1990/1991 oba kluby występowały w ekstraklasie. Drużyna GieKSy zakończyła rozgrywki ligowe na 4. miejscu, natomiast drużyna Wojskowych, na 9. miejscu, w związku z czym dla obu klubów jedyną szansą na występ w europejskich rozgrywkach był triumf w Pucharze Polski. Oba kluby po raz drugi z rzędu spotkały się w finale rozgrywek (w finale Pucharu Polski 1990 triumfowała Legia Warszawa – po raz drugi z rzędu). Faworytem meczu była drużyna Wojskowych, która świetnie sobie radziła w Pucharze Zdobywców Pucharów 1990/1991 (dotarła do półfinału rozgrywek), jednak przewaga psychologiczna była po stronie drużyny  GieKSy, która cztery dni wcześniej, 19 czerwca 1991 roku, wygrała u siebie w ostatniej, 30. kolejce sezonu 1990/1991 z Legią Warszawa 1:0.

## Mecz

### Przebieg meczu
Mecz finałowy odbył się 23 czerwca 1991 roku o godzinie 15:00 na Stadionie Miejskim w Piotrkowie Trybunalskim. Sędzią głównym spotkania był Marek Kowalczyk. Niemal od samego początku gra toczyła się na środku boiska, a przewagę w grze miała drużyna z Górnego Śląska. Stołeczna drużyna również atakowała na bramkę przeciwników, jednak w świetnej dyspozycji był bramkarz GKS Katowice, Janusz Jojko.
W 77. minucie miała miejsce jedyna akcja, która przesądziła o wyniku meczu. Dariusz Rzeźniczek długo był w posiadaniu piłki, przy linii autowej, mimo sygnałów ze strony bramkarza drużyny Wojskowych, Macieja Szczęsnego o piłce poza linią autową. Wkrótce pomocnik drużyny GieKSy po szybkim rajdzie podał do nadbiegającego Andrzeja Lesiaka, który z dystansu uderzył pod poprzeczkę, ustalając tym samym wynik meczu.

### Szczegóły meczu
| 23 czerwca 1991 15:00 | GKS Katowice · Lesiak 77' | 1:00:0Raport | Legia Warszawa | Stadion Miejski, Piotrków Trybunalski Widzów: 7 000 Sędzia: Marek Kowalczyk (Poznań) |
|                       |                           |              |                |                                                                                      |

| GKS Katowice: |  |                     |  |     |
|               |  |                     |  |     |
| BR            |  | Janusz Jojko        |  |     |
| OB            |  | Roman Szewczyk      |  |     |
| OB            |  | Andrzej Lesiak      |  |     |
| OB            |  | Andrzej Maciejewski |  |     |
| OB            |  | Marek Świerczewski  |  |     |
| PO            |  | Janusz Nawrocki     |  | 67' |
| PO            |  | Dariusz Grzesik     |  |     |
| PO            |  | Dariusz Rzeźniczek  |  |     |
| PO            |  | Piotr Świerczewski  |  |     |
| NA            |  | Krzysztof Walczak   |  | 89' |
| NA            |  | Zdzisław Strojek    |  |     |
| Zmiany:       |  |                     |  |     |
| NA            |  | Arkadiusz Wołowicz  |  | 67' |
| OB            |  | Adam Książek        |  | 89' |
| Trener:       |  |                     |  |     |
| Alojzy Łysko  |  |                     |  |     |

| Legia Warszawa:      |  |                    |              |     |
|                      |  |                    |              |     |
| BR                   |  | Maciej Szczęsny    |              |     |
| OB                   |  | Marek Jóźwiak      |              | 72' |
| OB                   |  | Jacek Bąk          | Żółta kartka |     |
| OB                   |  | Dariusz Kubicki    |              |     |
| OB                   |  | Piotr Czachowski   |              |     |
| PO                   |  | Leszek Pisz        |              |     |
| PO                   |  | Dariusz Czykier    |              |     |
| PO                   |  | Krzysztof Iwanicki |              |     |
| PO                   |  | Jacek Sobczak      |              | 87' |
| NA                   |  | Jacek Cyzio        |              |     |
| NA                   |  | Wojciech Kowalczyk |              |     |
| Zmiany:              |  |                    |              |     |
| OB                   |  | Arkadiusz Gmur     |              | 72' |
| PO                   |  | Andrzej Sazonowicz |              | 87' |
| Trener:              |  |                    |              |     |
| Władysław Stachurski |  |                    |              |     |

| Puchar Polski w piłce nożnej 1990/1991 Zwycięzcy |
| ------------------------------------------------ |
| GKS Katowice 2. Tytuł                            |